# Kezelői telefon
A kezelői telefon a telefonközpontkezelők (röviden kezelők) által használt telefon.
A hőskor kezdetén ezek a készülékek nem tértek el a hagyományos készülékektől, de a munka gyorsítása és könnyítése megkívánt bizonyos eltéréseket. A gyakorlatban a telefon 2 helyre van szétosztva, a kezelönél (általában kezelőnők vannak, de néha férfiak is betöltik ezt a munkakört) csak egy hallgató és egy mikrofon (kezdetben beszélő volt a neve) van, amely kb ölnyi (általában 4 erű) vezetékkel kapcsolódik a telefonközponthoz. Itt van elhelyezve a transzformátor, valamint szükség szerint:
- induktor vagy valami más csengetőberendezés
- csengő(k)
- hívómű (tárcsa és/vagy nyomógombok)
- kondenzátor, néha kisebb erősítő
- áramellátás
- kijelző

Villára, azaz automata átváltóra nincs szükség, mivel állandó beszédkapcsolat van.
A kezelőnél egy acélpánttal felerősített hallgató van a fején az egyik fülénél. A mikrofon kezdetben a mellén lógott (mellbeszélő). Később a pántvéghöz erősített állítható rudacskára szerelték a mikrofont (fejbeszélő). Ez a megoldás azért is jobb, mert ha a kezelő félrefordítja a fejét, a mikrofon szájközelben marad. Mindkét megoldásnál a kezelő kezei szabadok.
Kisebb forgalmú központoknál elég volt egy kézibeszélő (a köznyelv kagylónak ismeri) a megfelelő csatlakozással. Egy 50 vonalas falusi központnál a kezelő egyúttal a postaforgalmat is intézte (levél, csomag, távirat). Szükség esetén a kezelő az egyik kezében a kézibeszélővel elvégezte a kapcsolást.
Elsősorban alközpontoknál a kezelő a központhoz külön kezelői berendezést kapott.
Fejbeszélőt a vonalas műszerészek is szoktak használni (más csatlakozással), mert az oszlop tetején vagy lenn a kábelaknában mindig jól jött, ha van beszédkapcsolat és mindkét kéz szabad.

## Fordítás
- Ez a szócikk részben vagy egészben  a   Telefonista telefono című eszperantó Wikipédia-szócikk fordításán alapul.  Az eredeti cikk szerkesztőit annak laptörténete sorolja fel. Ez a jelzés csupán a megfogalmazás eredetét és a szerzői jogokat jelzi, nem szolgál a cikkben szereplő információk forrásmegjelöléseként.